# Tephrina catalaunaria
Tephrina catalaunaria är en fjärilsart som beskrevs av Achille Guenée 1858. Tephrina catalaunaria ingår i släktet Tephrina och familjen mätare. Inga underarter finns listade i Catalogue of Life.